# Ernst Michanek
Ernst Natanael Michanek, född 27 september 1919 i Stockholm, död 16 januari 2007 i Hägersten, var en svensk journalist och ämbetsman.

## Biografi
Ernst Michanek var gift med Annika Michanek samt far till Elisabeth, Katarina och Gunnar Michanek. Han var morfar till Jonas Michanek.
Ernst Michanek studerade vid Uppsala universitet, där han tog en fil. kand.-examen i humaniora 1944, varpå han arbetade i två år som journalist. År 1948 fick han tjänst som sakkunnig på Socialdepartementet och blev senare statssekreterare där, 1956–1964. År 1964 blev han generalsekreterare i Nämnden för internationellt bistånd (NIB), varefter han var generaldirektör för SIDA, 1965–1979, en organisation som han själv var med och bildade. Åren 1979–86 var han ambassadör vid Utrikesdepartementet.
Michanek var i sin roll som statssekreterare upphovsman till parollen "En miljon bostäder på tio år", som senare användes av Socialdemokraterna i 1964 års valrörelse, och gav upphov till begreppet Miljonprogrammet.
Han invaldes 1980 som ledamot av Vetenskapsakademien.
Ernst Michanek var också under sin levnad ordförande i Dag Hammarskjöldfonden och för SIPRI. Han mottog också utmärkelsen The Order of the Companions for OR Tambo i silver av den sydafrikanska regeringen för sina insatser i arbetet mot apartheid.
Ernst Michanek är begravd på Strandkyrkogården.